# همیشه عاشقت خواهم بود: بهترین‌های ویتنی هیوستون
«من همیشه عاشقت خواهم بود: بهترین ویتنی هیوستون» (به انگلیسی: I Will Always Love You: The Best of Whitney Houston) آلبومی از ویتنی هیوستون است که در سال ۲۰۱۲ میلادی منتشر شد.
این آلبوم در چارت‌های  جزو ده آلبوم اول قرار گرفت.